# Thuận Phú
Thuận Phú là một xã thuộc huyện Đồng Phú, tỉnh Bình Phước, Việt Nam.
Xã Thuận Phú có diện tích 87,35 km², dân số năm 2002 là 10.253 người, mật độ dân số đạt 117 người/km².